# Azidomorfin
Azidomorfin je opijatni analog koji je izveden iz morfina, tako što je 7,8 dvostruka veza bila zasićena i 6-hidroksilna grupa zamenjena azidnom grupom.
Azidomorfin se vezuje sa visokim afinitetom za mi opioidni receptor, i oko 40x je potentniji od morfina in vivo. On ima slično dejsto sa morfinom uključujući analgeziju, sedaciju i respiratornu depresiju. Međutim utvrđeno je da ima nešto manju sklonost izazivanja zavisnosti.